# James Butts
James Butts (James Aaron Butts; * 9. Mai 1950 in South Los Angeles) ist ein ehemaliger US-amerikanischer Dreispringer.
1972 wurde er für die University of California, Los Angeles startend NCAA-Meister. 
1976 siegte er bei den US-Ausscheidungskämpfen für die Olympischen Spiele in Montreal. Dort gewann er mit 17,18 m die Silbermedaille hinter Wiktor Sanejew aus der Sowjetunion (17,29 m) und vor dem Brasilianer João Carlos de Oliveira (16,90 m).
Bei den Panamerikanischen Spielen 1979 in San Juan errang er Bronze.
1978 wurde er US-Meister, 1976 und 1977 US-Vizemeister.
Seine persönliche Bestleistung von 17,24 m stellte er am 29. Juni 1978 in Helsinki auf.